# Segestria florentina
Segestria florentina este cel mai mare păianjen european din familia Segestriidae. Unele numele comune sunt: păianjen tub sau păianjen de pivniță, deși nu sunt exclusive doar pentru acestă specie.

## Descriere
Femele ajunge la o lungime a corpului de 22 mm, masculii până la 15 mm. Această specie este mult mai întunecată decât celelalte din același gen. Păianjenii tineri au opistosoma gri cu marcaje mai închise pe partea dorsală. Adulții sunt uniform negri uniform, uneori cu un luciu metalic verde, în special pe colții chelicerelor. Primele trei perechi de picioare sunt orientate anterior. Masculul și femela sunt similari. 

## Modul de viață
Sunt activi din iunie până în noiembrie. 

Ei construiesc un tub din mătase în fisurile din pereții clădirilor sau din coaja copacilor. De la intrarea în tub pleacă 6 fire radiare de semnalizare. Păianjenul așteaptă lângă intrare, atingând cu fiecare picior câte un fir. Prada, când atinge aceste fire, produce vibrația lor, iar păianjenul imediat sare rapid asupra victimii și o aduce în tub, unde o consumă. De obicei, vânează insecte nocturne, cum ar fi moliile și gândaci. Albinele și viespele sunt întotdeauna mușcate de cap, astfel încât acul să nu ajungă la păianjen. 

Păianjenul poate fi ușor păcălit dacă atingi firele de mătase seară sau noaptea.

## Reproducere
Ouale sunt depuse în interiorul tubului femel. După eclozare juvenilii trăiesc împreună cu mama o perioadă. Dacă în acest timp ea moare, tinerii se hrănesc cu trupul ei. 

## Răspândire
Această specie este răspândită în regiunea mediteraniană, Asia, rareori în zonele temperate ale Europei, Argentina, Australia și pe unele insule din Oceanul Atlantic (specie introdusă de om).

## Mușcătură
Mușcătura acestui păianjen este dureroasă, dar nepericuloasă pentru om. Aceasta cauzează o reacție inflamatorie locală, care dispare peste câteva zile. În unele cazuri, rana poate persista pentru o lună provocând umflări semnificative care pot genera necroză. Veninul este studiat pentru a-l utiliza ca insecticid. 